# Rolf Wüthrich
Rolf Wüthrich (Zúrich, Suiza; 4 de septiembre de 1938 – Suiza; 1 de junio de 2004) fue un futbolista suizo que jugaba en la posición de centrocampista.

## Carrera

### Club
Inició su carrera en 1958 con el FC Zúrich en donde estuvo por tres temporadas. En 1961 pasa a jugar al Servette FC, con el que consigue ser campeón de la Superliga Suiza en la temporada 1961/62, siendo ésta la única temporada en la que estuvo en el club.
En 1962 pasa al Grasshopper CZ por los siguientes dos años para después viajar a Alemania Federal y unirse al FC Núremberg por una temporada anotando tres goles en 17 partidos. En 1965 regresaría a Suiza para jugar con el BSC Young Boys por tres temporadas y luego pasaría al FC Lucerna, equipo con el que se retiraría en 1969.

### Selección nacional
Jugó para Suiza de 1961 a 1965 en 13 partidos y anotó dos goles, uno de ellos en el mundial de Chile 1962.

## Logros
- Superliga Suiza: 1

1961/62